# Brugnens
 Brugnens  là một xã thuộc tỉnh Gers trong vùng Occitanie tây nam nước Pháp. Xã này có độ cao trung bình 192 mét trên mực nước biển.
Sông Auroue tạo thành tất cả ranh giới phía đông thị trấn.